# گئورگی پیاتاکوف
گئورگی (یوری) لئونیدوویچ پیاتاکوف (به روسی: Георгий Леонидович Пятаков) رهبر انقلابی بلشویک در خلال انقلاب روسیه بود. وی همچنین عضو حزب مخالف چپ (اپوزیسیون اقلیت) لئون تروتکسی بود. وی یکی از قربانیان پاکسازی بزرگ و در تاریخ ۳۰ ژانویه ۱۹۳۷ محکوم به مرگ و اعدام شد.